# Idaea rufaria
Idaea rufaria là một loài bướm đêm trong họ Geometridae.